# Live 2013 EP
Live 2013 EP — концертный мини-альбом индастриал-группы Nine Inch Nails, выпущен 10 сентября 2013 года  исключительно на Spotify.

## Об альбоме
Live 2013 EP содержит концертные версии четырёх треков, записанных в ходе Twenty Thirteen Tour. Он включает три трека из альбома группы 2013 года Hesitation Marks: «Copy of A», «Came Back Haunted» и «Find My Way», наряду с альтернативной концертной версией «Sanctified» с дебютного альбома группы Pretty Hate Machine.

## Список композиций
| №                   | Название                                | Альбом              | Длительность |
| ------------------- | --------------------------------------- | ------------------- | ------------ |
| 1.                  | «Copy of A» (Fuji Rock Festival)        | Hesitation Marks    | 6:13         |
| 2.                  | «Came Back Haunted» (Lollapalooza 2013) | Hesitation Marks    | 5:22         |
| 3.                  | «Sanctified» (Lollapalooza 2013)        | Pretty Hate Machine | 4:53         |
| 4.                  | «Find My Way» (Lollapalooza 2013)       | Hesitation Marks    | 5:26         |
| Общая длительность: | Общая длительность:                     | Общая длительность: | 21:54        |

## Участники записи
Nine Inch Nails
- Трент Резнор — вокал, гитара, клавишные, синтезатор
- Робин Финк — гитара, синтезатор, бэк-вокал
- Джош Юстис — бас-гитара, синтезатор
- Алессандро Кортини — клавишные, синтезатор, гитара, бэк-вокал
- Илан Рубин — ударные, виолончель

Дополнительный персонал
- Майкл Паттерсон — микширование
- Пол Логус — мастеринг
- Рассел Миллс — иллюстрации
- Роб Шеридан — дизайн